# Charef
Charef là một đô thị thuộc tỉnh Djelfa, Algérie. Dân số thời điểm năm 2002 là 19.373 người.